# Færingesaga
Færingesaga, eller Færinge saga, oldnordisk Færeyinga saga, færøsk Føroyinga søga, er den ældste kilde til Færøernes historie og samtidig den vigtigste kilde til vikingetiden på Færøerne.
Sagaen blev skrevet i 1200-tallet på Island, sandsynligvis af en af Snorri Sturlusons elever. Beretningen drejer sig om tidsrummet fra landnam omkring 825 ved Grímur Kamban, indtil Færøerne kom under norsk herredømme efter indførelsen af kristendommen i 999 ved Sigmundur Brestisson og Tróndur í Gøtus død i 1035.
Men først i 1800-tallet blev Færingesagaen sammensat af islandske sagaer ved oldtidsforskeren Carl Christian Rafn. Den udkom 1832 i København for første gang (på oldislandsk, med færøsk og dansk oversættelse i samme bog). V.U. Hammershaimb skrev en yderligere færøsk oversættelse på sin ny retskrivning i 1884. Den aktuelle udgave er stadig skolebog på Færøerne, og her kender hvert barn sagaens helte. Denne udgave findes også som lydbog og som PDF-fil på internettet.
Selvom sagaen på nogle steder beretter om usandsynlige begivenheder, og selvom den ikke er upartisk, men på Sigmundurs og derved kristendommens side, er Færingesagaen dog et vigtigt historisk dokument, fordi personerne virkelig eksisterede. Der findes f.eks. Sigmunds gravsten på Skúvoy, Trónds hus i Gøta, Svínoy-Bjarnis mindesten på Svínoy og Havgríms hof og grav ved Hov.

## Udgaver
(udvalg af udgaver på dansk og færøsk)
- Færeyínga Saga: eller Færøboernes Historie i den islandske Grundtexst med færøisk og dansk Oversættelse / udgivet af Carl Christian Rafn. Tórshavn: Offset-prent, Emil Thomsen, 1972 – 284 s. (første udgave var 1832 i København) Arkiveret 22. maj 2014 hos  Wayback Machine
- Sagaen om Trond i Gata og Sigmund Brestessøn eller Færøingernes saga oversat af Alexander Bugge. Kristiania 1901
- Føroyingasøga / útløgd úr íslandskum av V. U. Hammershaimb. Tórshavn, 1884. 137 s. (første udgave på færøsk, yderligere udgaver i 1919 og 1951)
- Føringasøga / útløgd og umarbeid av nýggjum av C. Holm Isaksen. Tórshavn: 1904. 116 s.
- Færeyingasaga. Den islandske saga om færingerne / på ny udgiven af Det kongelige nordiske oldskriftselskab. København: Det kongelige nordiske oldskriftselskab, 1927. – xix, 84 s.
- Føroyingasøga / umsett hava Heðin Brú og Rikard Long. Tórshavn: Skúlabókagrunnurin, 1962 – 105 s.
- Færinge saga / med tegninger af Sven Havsteen-Mikkelsen; i oversættelse ved Ole Jacobsen og med en efterskrift af Jørgen Haugan. København: Forum, 1981 – 143 s. – ISBN 87-553-0994-1
- Føroyinga søga / Sven Havsteen-Mikkelsen teknaði; Bjarni Niclasen týddi; Jørgen Haugan skrivaði eftirmæli. Tórshavn: Føroya skúlabókagrunnur, 1995 – 148 s. (aktuel udgave for skolebrug på Færøerne)
- Føroyinga søga [ljóðbók (kassettuband)] / Høgni Joensen lesur. Tórshavn: Ljóðbókanevndin, 2003 – 5 kassettubond í 1 húsa (hørbog på færøsk over 5 timer)